# Alkinoos Ioannidis

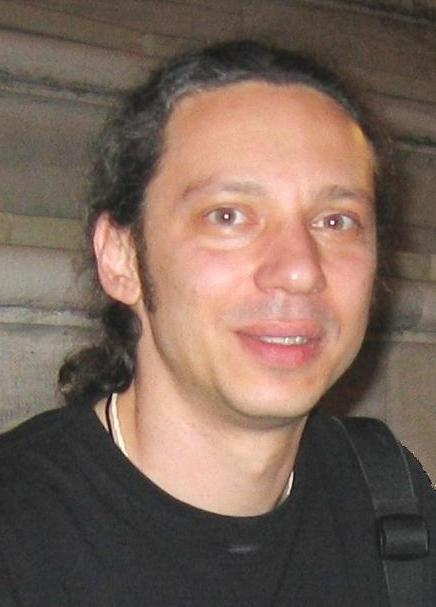
Alkinoos Ioannidis

Alkinoos Ioannidis (Grieks: Αλκίνοος Ιωαννίδης) (Nicosia, 19 september 1969) is een Grieks-Cypriotisch componist, liedschrijver, zanger en orkestrator.
Ioannidis is geboren in een artistiek gezin die een bron van inspiratie voor hem vormen; zijn vader die schildert heeft diverse covers voor Alkinoos' albums ontworpen. In eerste instantie wilde Ioannidis drummer worden, maar door een gebrek aan slagwerkdocenten in Nicosia, heeft hij besloten zich te richten op het studeren van gitaar en gitaarmuziek.
Tot aan zijn twintigste woonde Ioannidis in een buitenwijk van Nicosia en na zijn militaire dienstplicht vertrok hij in 1989 naar Griekenland om aldaar drama en kleinkunst te studeren. Tevens begon hij aan een studie Filosofie aan de Universiteit van Athene. Omdat hij succesvol was in zijn dramastudie brak hij de studie Filosofie af. Hij speelde enkele grote rollen in bekende Griekse tragedies, zoals Apollon in het toneelstuk Alkestis van Euripides.
Op drieëntwintigjarige leeftijd neemt Ioannidis zijn eerste album Stin agora tou kosmou (Grieks: Στην αγορά του κόσμου) op, met teksten en muziek geschreven door Nikos Zoudiaris. Toen dit album in handen kwam van de Griekse zangeres Dimitra Galani hielp zij hen aan een platencontract. Ioannidis en Zoudiaris brachten samen een tweede album uit genaamd: Opos mistika kai isicha (Grieks: Όπως μυστικά και ήσυχα); beide albums waren goed voor een gouden plaat. Van 1993 tot 1997 toerde hij frequent met andere artiesten waaronder Eleftheria Arvanitaki.
Ioannidis geeft slechts zelden interviews en verschijnt zelden in televisieprogramma's. Zijn voornaamste publieke verschijningen bestaan uit de concerten die hij elk jaar geeft op diverse locaties op Cyprus en in Griekenland.

## Discografie
| Jaartal | Album - (getranslitereerd)      | Album - originele titel (Grieks alfabet) | Nederlandse vertaling        |
| ------- | ------------------------------- | ---------------------------------------- | ---------------------------- |
| 1993    | Stin agorá tou kósmou           | Στην αγορά του κόσμου                    | Op de wereldmarkt            |
| 1995    | Ópos mystiká kai ísicha         | Όπως μυστικά και ήσυχα                   | Zo mystiek en stil           |
| 1997    | O drómos, o chrónos kai o pónos | Ο δρόμος, ο χρόνος και ο πόνος           | De weg, de tijd en de pijn   |
| 1999    | Anemodheiktis                   | Ανεμοδείκτης                             | De weerhaan                  |
| 2000    | Ektós topou kai chronou (Live)  | Εκτός τόπου και χρόνου (Live)            | Buiten ruimte en tijd (Live) |
| 2003    | Oi peripétyes enós proskinití   | Οι περιπέτειες ενός προσκυνητή           | De avonturen van een pelgrim |
| 2006    | Pou Dhýsin os Anatolín          | ΄Πού Δύσην ώς Άνατολήν                   | Van west naar oost           |
| 2009    | Neropontí                       | Νεροποντή                                | Wolkbreuk                    |
| 2011    | Gyálinos Kósmos (Live)          | Γυάλινος Κόσμος (Live)                   | Glazen wereld (Live)         |
| 2011    | Synkomidi                       | Συγκομιδή                                | Oogst                        |
| 2014    | Mikrí Valítsa                   | Μικρή Βαλίτσα                            | Kleine koffer                |